# Tsering Wangmo
Ne doit pas être confondu avec Tsering Wangmo Dhompa.
Tsering Wangmo  est une réalisatrice de films documentaires et journaliste tibétaine.

## Biographie
Tsering Wangmo est née en Inde de parents réfugiés tibétains, l'inspiration principale de son travail. Elle a étudié le journalisme au Madras Christian College dans le sud de l'Inde et la communication grand public à l'Himachal Pradesh University (en)  dans le nord de l'Inde, avant de suivre un cours de réalisation de documentaires à New York. 
Elle obtient une subvention du Rowell Fund for Tibet pour son film documentariste sur la vie de nomades tibétains Tales from the Pasture, qui a reçu le prix du jury et le prix du public au Tibet Film Festival 2018 à Dharamsala.
Avec son film Conversations with my mother, elle obtient trois prix au Festival international du film My Hero.

## Filmographie
| Année | Film                         |
| ----- | ---------------------------- |
| 2018  | Tibetan Nomads in Exile      |
| 2019  | Looking back in Exile        |
| 2019  | Horse                        |
| 2019  | Conversations with my mother |